# Heinrich Sitte
Heinrich Sitte (* 28. Februar 1879 in Salzburg; † 8. November 1951 in Innsbruck) war ein österreichischer Klassischer Archäologe.
Heinrich Sitte war Sohn des Architekten Camillo Sitte und seiner Frau Leopoldine sowie Bruder des Architekten Siegfried Sitte. Nur wenig nach seiner Geburt siedelte die Familie nach Wien über, wo er auch seine Matura ablegte. Von 1898 bis 1903 besuchte er die Universität Wien, wo er bei Emil Reisch und Robert von Schneider Archäologie und bei Alois Riegl und Franz Wickhoff Kunstgeschichte studierte. Zudem besuchte er epigraphische und numismatische Veranstaltungen bei Eugen Bormann und Wilhelm Kubitschek. 1903 wurde er promoviert und bereiste anschließend mit einem Staatsstipendium Italien, Griechenland und Konstantinopel. Von 1904 bis 1910 war er Assistent der Archäologischen Sammlung der Universität Wien. Im Oktober 1910 wurde er Sekretär des Österreichischen Archäologischen Instituts. Bereits im Februar 1912 wurde er, ohne habilitiert zu sein, als außerordentlicher Professor für Klassische Archäologie an das Archäologisch-epigraphische Seminar der Universität Innsbruck berufen. Wenige Jahre später wurde er mit dem für Rudolf von Scala neu berufenen Althistoriker Carl Friedrich Lehmann-Haupt Vorstand des Seminars. 1919 wurde er zum ordentlichen Professor ernannt, zum 31. Dezember 1945 wurde er emeritiert. Infolge eines Augenleidens erblindete er.
Heinrich Sitte war seit 1914 korrespondierendes Mitglied des Deutschen Archäologischen Instituts.

## Veröffentlichungen (Auswahl)
- archäologische Beiträge in Hans Tietze: Die Denkmale der Stadt Wien (XI.-XXI. Bezirk) (= Österreichische Kunsttopographie. Band 2). Schroll, Wien 1908.
- Bachs „Chromatische“. Eingeleitet und erklärt von Heinrich Sitte. Georg Stilke, Berlin 1921 (E-Book).
- Zu Phidias. Ein biographischer Beitrag. Universitätsverlag Wagner, Wien 1925.
- Johann Sebastian Bach als „Legende“ erzählt. Reiß, Berlin 1925.